# Четвёртое фолио
Четвёртое фолио (англ. Fourth Folio) — издание сочинений Шекспира 1685 года, повторявшее Третье фолио. На титульном листе была воспроизведена фраза из издания 1664 года: «Семь пьес, никогда прежде не печатавшихся в фолио» (англ. Seven Plays Never before printed in Folio).
Опубликовано издателями Р. Бентли, Э. Брюстером, Р. Чизуэллом и Г. Херрингмэном (трое последних впоследствии участвовали в издании Третьего фолио Бена Джонсона 1692 года). Издание включало те же 43 пьесы, что и Третье фолио; титульный лист с портретом Шекспира воспроизводил Первое фолио. Ввиду тщательности редакторской работы, Четвёртое фолио стало основой для шекспировских изданий XVIII века, в частности, собрания сочинений под редакцией Николаса Роу 1709 года, изданий Поупа, Теобальда, и других. Зачин каждой пьесы располагается на новой странице и оформлен отдельным титульным листом; хотя состав собрания повторяет Третье фолио, он не является простой перепечаткой. Структурно Четвёртое фолио делится на три части, каждая — с отдельной пагинацией: комедии (272 страницы), истории и трагедии (включая «Ромео и Джульетту», 328 страниц) и собственно трагедии (включая 7 апокрифических пьес, 303 страницы). Две страницы в пьесе «Бесплодные усилия любви» напечатаны более мелким шрифтом, видимо, это произошло из-за ошибки наборщика, который не укладывался в отведённый объём.